# チャーイクィ (オブーヒウ地区)
チャーイクィ（ウクライナ語：Чайки́；意訳：「鴎」）は、ウクライナのキーウ州オブーヒウ地区にある村。ローシ川河岸に位置する。ウクライナ正教会・キエフ総主教庁に属する「コサック聖堂」と呼ばれる聖ムィコラーイ教会（1558年）がある。面積は約1.5km²（2005年）。人口は388人（2005年）。
2020年7月まではボフスラーウ地区に属していたが、ウクライナ最高議会による地方自治体の行政区画改革によってボフスラーウ地区が廃止されたことに伴い、チャーイクィはオブーヒウ地区へ編入された。